# Giacomo Raspadori
Giacomo Raspadori (18. únor 2000 Bentivoglio, Itálie) je italský fotbalový útočník hrající za Neapol i za reprezentaci Itálie.

## Přestupy
- z Sassuolo do Neapol za 5 000 000 Euro (hostování)
- z Sassuolo do Neapol za 28 000 000 Euro

## Kariéra

### Klubová

#### Sassuolo
Raspadori nastoupil do mládežnické akademie Sassuola v roce 2009, po ročním působení v místním klubu Progresso. Dne 9. srpna 2018 podepsal se Sassuolem první profesionální smlouvu, a sice na čtyři roky. Dne 26. května 2019 Raspadori debutoval za Sassuolo v Serii A při porážce 3:1 s Atalantou.

#### Neapol
Dne 20. srpna 2022 podepsala Neapol s Raspadorim roční smlouvu na hostování s možnou opcí. Dne 14. září vstřelil svůj první gól v Lize mistrů při venkovní výhře nad Rangers 3:0. Dne 4. října vstřelil branku a asistoval při venkovní výhře nad Ajaxem 6:1. Dne 12. října vstřelil další gól v Lize mistrů při výhře 4:2 nad stejným nizozemským klubem, po níž se jeho klubu podařilo postoupit do vyřazovací fáze.

### Reprezentační

#### Mládež
Raspadori se v roce 2019 zúčastnil s Itálií Mistrovství Evropy hráčů do 19 let a na turnaji následně vstřelil jeden gól.
V italském výběru do 21 let debutoval 3. září 2020 v přátelském utkání proti Slovinsku. V roce 2021 si zahrál Mistrovství Evropy hráčů do 21 let, kde ve skupinové fázi vstřelil jeden gól.

#### A–tým
V červnu 2021 byl Raspadori povolán trenérem Robertem Mancinim do konečné šestadvacetičlenné nominace na Mistrovství Evropy 2020, přestože v A–týmu neodehrál do té doby ani minutu. Dne 4. června 2021 debutoval za Itálii v přátelském utkání proti Česku, když ve druhém poločase nahradil Cira Immobileho. Na Euru odehrál jediný zápas, když 20. června v závěrečném zápasu ve skupině nastoupil proti Walesu v Římě. Zápas skončil vítězstvím Italů 1:0, díky čemuž se stali i celkovými vítězi své skupiny. Dne 11. července 2021 se stal Raspadori mistrem Evropy, když „Squadra Azzura“ ve finále nad Anglií na jejím stadionu ve Wembley vydřela vítězství 3:2 na penalty po remíze v 1:1 v základní hrací době.
Dne 8. září 2021 vstřelil svůj první gól za italskou „áčkovou“ reprezentaci, když v kvalifikaci na Mistrovství světa upravil skóre na konečných 3:0 při domácím vítězství 5:0 nad Litvou. Navíc deset minut předtím jeho střelu, která mířilo mimo branku, sklepnul do své brány soupeřův obránce Edgaras Utkus.
O rok později, v září 2022, vstřelil jediný gól při výhře 1:0 nad Anglií v Lize národů a poté i další při venkovní výhře 2:0 nad Maďarskem, a výrazně tak pomohl své zemi kvalifikovat se na finálový turnaj Ligy Národů, konající se v roce 2023.

## Profil hráče
Raspadori je rychlý, malý a podsaditý útočník s nízkým těžištěm, který je schopen hrát jako podhrot, hrotový útočník, nebo jako takzvaná „falešná devítka“, jejíž úkol je stahovat se do středu pole, a tím vytvářet prostor pro útočné náběhy svých spoluhráčů. Neztratí se ale ani jako ofenzivní záložník nebo křídlo v rozestavení 4-2-3-1. Je to dvounohý hráč s dobrým přehledem a technickými dovednostmi, který je schopen vytvářet i střílet góly. Je také známý tím, že dokáže nepříjemně presovat rozehrávku soupeře, či svými náběhy buď využít, nebo vytvořit prostor, ačkoli je také schopen jít do hloubky pole a spojit se se záložníky.
Jeho styl hry připomíná Antonia Di Nataleho a Carlose Téveze, ačkoli jako svůj fotbalový vzor uvádí jiného Argentince, Sergia Agüera.
V říjnu 2021 ho Daniele Verri z BBC Sport označil za „budoucí italskou ofenzivní hvězdu“.

## Mimo hřiště
Sám o sobě prohlásil, že je fanouškem Interu.
Až do roku 2021 kombinoval svou fotbalovou kariéru se studiem sportovních věd na italské univerzitě.

## Statistika

### Klubová
| Sezóna             | Klub               | Liga               | Liga   | Liga | Ligové poháry | Ligové poháry | Ligové poháry | Kontinentální poháry | Kontinentální poháry | Kontinentální poháry | Celkem | Celkem |
| Sezóna             | Klub               | Soutěž             | Zápasy | Góly | Soutěž        | Zápasy        | Góly          | Soutěž               | Zápasy               | Góly                 | Zápasy | Góly   |
| ------------------ | ------------------ | ------------------ | ------ | ---- | ------------- | ------------- | ------------- | -------------------- | -------------------- | -------------------- | ------ | ------ |
| 2018/19            | Sassuolo           | Serie A            | 1      | 0    | IP            | 0             | 0             | -                    | 0                    | 0                    | 1      | 0      |
| 2019/20            | Sassuolo           | Serie A            | 11     | 2    | IP            | 2             | 0             | -                    | 0                    | 0                    | 13     | 2      |
| 2020/21            | Sassuolo           | Serie A            | 27     | 6    | IP            | 1             | 0             | -                    | 0                    | 0                    | 28     | 6      |
| 2021/22            | Sassuolo           | Serie A            | 36     | 10   | IP            | 2             | 0             | -                    | 0                    | 0                    | 38     | 10     |
| 2022               | Sassuolo           | Serie A            | 1      | 0    | IP            | 1             | 0             | -                    | 0                    | 0                    | 2      | 0      |
| Celkem za Sassuolo | Celkem za Sassuolo | Celkem za Sassuolo | 76     | 18   | -             | 6             | 0             | -                    | 0                    | 0                    | 82     | 18     |
| 2022/23            | Neapol             | Serie A            | 25     | 2    | IP            | 1             | 0             | LM                   | 7                    | 4                    | 33     | 6      |
| 2023/24            | Neapol             | Serie A            | 37     | 5    | IP+IS         | 1+1           | 0             | LM                   | 8                    | 1                    | 47     | 6      |
| 2024/25            | Neapol             | Serie A            | 26     | 6    | IP            | 3             | 0             | -                    | 0                    | 0                    | 29     | 6      |
| Celkem za Neapol   | Celkem za Neapol   | Celkem za Neapol   | 88     | 13   | -             | 6             | 0             | -                    | 15                   | 5                    | 109    | 18     |
| Celkově            | Celkově            | Celkově            | 164    | 31   | -             | 12            | 0             | -                    | 15                   | 5                    | 191    | 36     |

### Reprezentační

#### Statistika na velkých turnajích
| Reprezentace | Rok     | Zápasy             | Zápasy | Zápasy     | Zápasy           | Zápasy           | Zápasy   |
| Reprezentace | Rok     | Fáze turnaje       | Datum  | Soupeř     | Odehraných minut | Vstřelené branky | Výsledek |
| ------------ | ------- | ------------------ | ------ | ---------- | ---------------- | ---------------- | -------- |
| Itálie       | ME 2020 | 3 zápas ve skupině | 20. 6. | Wales      | 15               | 0                | 1:0      |
| Itálie       | ME 2024 | 2 zápas ve skupině | 20. 6. | Španělsko  | 18               | 0                | 0:1      |
| Itálie       | ME 2024 | 3 zápas ve skupině | 24. 6. | Chorvatsko | 75               | 0                | 1:1      |

#### Reprezentační branky
| Gól | Datum        | Stadion                                                 | Soupeř            | Skóre | Výsledek | Soutěž                                 |
| --- | ------------ | ------------------------------------------------------- | ----------------- | ----- | -------- | -------------------------------------- |
| 010 | 8. 9. 2021   | Mapei Stadium, Reggio Emilia, Itálie                    | Litva             | 3:0   | 5:0      | Kvalifikace MS 2022                    |
| 020 | 29. 3. 2022  | Konya Metropolitan Municipality Stadium, Konya, Turecko | Turecko           | 1:2   | 2:3      | Přátelské utkání                       |
| 030 | 29. 3. 2022  | Konya Metropolitan Municipality Stadium, Konya, Turecko | Turecko           | 1:3   | 2:3      | Přátelské utkání                       |
| 040 | 23. 9 2022   | Stadio Giuseppe Meazza, Milán, Itálie                   | Anglie            | 1:0   | 1:0      | Liga národů UEFA 2022/23 – Liga A      |
| 050 | 26. 9. 2022  | Puskás Aréna, Budapešť, Maďarsko                        | Maďarsko          | 0:1   | 0:2      | Liga národů UEFA 2022/23 – Liga A      |
| 060 | 17. 11. 2023 | Stadio Olimpico, Řím, Itálie                            | Severní Makedonie | 4:2   | 5:2      | Kvalifikace na ME 2024                 |
| 07  | 6. 9. 2024   | Parc des Princes, Paříž, Francie                        | Francie           | 1:3   | 1:3      | Liga národů UEFA 2024/25 – Liga A      |
| 08  | 23. 3 2025   | Signal Iduna Park, Dortmund, Německo                    | Německo           | 3:3   | 3:3      | Liga národů UEFA 2024/25 – čtvrtfinále |

## Úspěchy

### Klubové

#### Národní
- vítěz italské ligy (2x)

Neapol: 2022/23, 2024/25

### Reprezentační
- 2× na ME (2020 – zlato, 2024)
- 2× na LN (2020/21 – bronz, 2022/23 – bronz)
- 1× na ME U21 (2021)

### Individuální
- Nejlepší mladý hráč Serie A: 2021/22

### Vyznamenání
Řád zásluh o Italskou republiku (16. 7. 2021) z podnětu Prezidenta Itálie